# Тенізький сільський округ
Тені́зький сільський округ (каз. Теңіз ауылдық округі, рос. Тенизский сельский округ) — адміністративна одиниця у складі Курмангазинського району Атирауської області Казахстану. Адміністративний центр — село Теніз.
Населення — 1836 осіб (2021; 1611 у 2009, 1467 у 1999, 1272 у 1989).
Станом на 1989 рік існувала Приморська сільська рада (села Каспаркіно, Ковальово, Приморське). 2007 року Приморський сільський округ отримав сучасну назву.

## Склад
До складу округу входять такі населені пункти:
| Населений пункт | Колишні назви | Населення, осіб (1989) | Населення, осіб (1999) | Населення, осіб (2009) | Населення, осіб (2021) |
| --------------- | ------------- | ---------------------- | ---------------------- | ---------------------- | ---------------------- |
| Даулет, село    | Ковальово     | 76                     | 80                     | 123                    | 126                    |
| Кумаргалі, село | Каспаркіно    | 127                    | 86                     | 95                     | 112                    |
| Теніз, село     | Приморське    | 1069                   | 1248                   | 1333                   | 1547                   |
| Шайхи, село     | -             | -                      | 53                     | 60                     | 51                     |